# Bill Gosper
Pour les articles homonymes, voir Gosper.
Bill Gosper (nom complet Ralph William Gosper, Jr.) est un mathématicien et informaticien américain né en 1943 à Pennsauken (en), dans le New Jersey. Gosper est connu pour plusieurs travaux relatifs à la représentation des réels par des fractions continues et pour un algorithme (Algorithme de Gosper) de détermination de forme close de certaines identités hypergéométriques.
Il est considéré avec Richard Greenblatt comme l'un des fondateurs de la communauté des hackers et bénéficie d'une reconnaissance dans la communauté des programmeurs en Lisp.

## Biographie
Gosper rentre au Massachusetts Institute of Technology (MIT) en 1961 et obtient son bachelor's degree en mathématiques en 1965. Après avoir suivi le cours de programmation en deuxième année de John McCarthy, Gosper rentre au laboratoire d'intelligence artificielle du MIT. 
Ses contributions au calcul formel comprennent le rapport HAKMEM (en) et le système MacLisp du MIT. Gosper est aussi partie prenante dans l'élaboration du système de calcul formel Macsyma, travaillant ensuite avec Symbolics et Macsyma, Inc. à des versions commerciales améliorées du système.

Le canon à planeurs de Gosper

Gosper s'intéresse ensuite fortement au jeu de la vie proposé par John Horton Conway.  Conway a conjecturé l'existence de motifs croissant indéfiniment et a offert une récompense à qui exhibera un exemple de tels motifs. Gosper a été le premier à trouver un exemple : le canon à planeurs et a par conséquent empoché la récompense. Dans le même domaine, Gosper est à l'origine de l'algorithme hashlife qui permet d'améliorer la vitesse de calcul des motifs du jeu de la vie.
De 1974 à 1977, Gosper travaille à l'Université Stanford en Californie. Il collabore avec Don Knuth à l'écriture du deuxième tome de The Art of Computer Programming.
Depuis, Gosper a travaillé ou servi de consultant pour Xerox PARC, Symbolics, Wolfram Research, le Laboratoire national de Lawrence Livermore et Macsyma Inc.
Outre tout ceci, il a élaboré l'approximation de Gosper, qui améliore la précision de la formule de Stirling pour les petites valeurs de n. Elle consiste à remplacer n par n+1/6 dans la racine carrée.

## Liens